# 우쑹성
우쑹성(중국어 간체자: 吴淞笙, 정체자: 吳淞笙, 병음: Wú Sōngshēng, 1945년 4월 4일 ~ 2007년 12월 23일)은 중화인민공화국 푸젠성 출신의 중국 및 오스트레일리아 바둑 기사이다. 대한민국 한국기원과 대만기원 소속으로 활동하기도 했다. 천주더(陈祖德) 등과 함께 중국 최초의 바둑 9단으로 활약했다.

## 경력
1945년 푸젠성 푸톈에서 태어나 상하이에서 자랐고 린바이오(林勉)로부터 바둑을 배웠다. 1959년 상하이의 바둑집중학교에 들어가 류디화이(刘棣怀), 웨이하이홍(魏海鸿), 왕전쒸옹(汪振雄) 등으로부터 바둑을 지도 받았다. 1961년 국가바둑집중훈련학교에 들어가 1962년 전국바둑개인전에 출전하여 3위에 오른다. 1964년 중국바둑협회에서 바둑 단급 제도가 시작될 때 궈티성(过惕生), 류디화이, 천주더 등과 함께 최고 높은 5단이 되었다. 1964년과 1966년의 전국 개인전에서 천주더에 이어 2위를 차지하여 그때까지의 남유북과(南劉北過)를 대체하는 진오(陈吳)시대를 열었다.
중일 바둑 교류를 통해 1963년 방중한 미야모토 나오키(宮本直毅)와의 접바둑에서 승리했고 1964년 일본을 방문해서 4승3패, 1966년 방일하여 2승3패의 성적을 거둔다. 문화대혁명 이후 1974년 방일하여 6승 1패한다.
1985년에 오스트레일리아로 이주하였고, 1988년 제1회 응씨배 세계 바둑 선수권 대회에 오스트레일리아 대표로 참가 1차전에서 조치훈에게 패배했다. 제2회 대회에서 시드니 대표로 출전하여 요다 노리모토에게 패배했다. 1989년부터 한국기원 객원 기사로 참여한다. 1996년 제1회 삼성화재배 세계오픈전 예선을 통과하여 출전, 1차전에서 마샤오춘에게 승리하였으나 2차전에서 류샤오광에게 패배했다. 1998년과 1999년에는 대만기원의 객원 기사로 활동했다.
1999년 중국에 귀국하여 북기패학교 부교장에 취임했고, 2000년 중국바둑협회 훈련센터 감독을 맡았다. 같은 해 남방증권배 중국위기원로전에서 결승에 올라 류샤오광에게 0-2로 패배해 준우승을 차지했다.
2007년 12월 시드니의 병원에서 사망했다.